# Giải vô địch bóng đá Nam Mỹ 1937
Giải vô địch bóng đá Nam Mỹ 1937 là Giải vô địch bóng đá Nam Mỹ lần thứ 14, diễn ra ở Buenos Aires, Argentina từ 27 tháng 12 năm 1936 đến 1 tháng 2 năm 1937. Giải đấu có 6 đội tuyển tham gia, đấu vòng tròn tính điểm để chọn ra nhà vô địch. Chủ nhà Argentina giành chức vô địch lần thứ năm sau khi vượt qua Brasil ở lượt trận đấu cuối.

## Địa điểm
| Buenos Aires           | Buenos Aires                |
| ---------------------- | --------------------------- |
| Sân vận động Gasómetro | Sân vận động Alvear y Tagle |
| Sức chứa: 75.000       | Sức chứa: 40.000            |
|                        |                             |

## Kết quả
| Đội       | Tr | T | H | B | BT | BB | HS | Đ |
| --------- | -- | - | - | - | -- | -- | -- | - |
| Argentina | 5  | 4 | 0 | 1 | 12 | 5  | +7 | 8 |
| Brasil    | 5  | 4 | 0 | 1 | 17 | 9  | +8 | 8 |
| Uruguay   | 5  | 2 | 0 | 3 | 11 | 14 | −3 | 4 |
| Paraguay  | 5  | 2 | 0 | 3 | 8  | 16 | −8 | 4 |
| Chile     | 5  | 1 | 1 | 3 | 12 | 13 | −1 | 3 |
| Perú      | 5  | 1 | 1 | 3 | 7  | 10 | −3 | 3 |

## Trận đấu
| Brasil                                   | 3–2 | Perú                              |
| ---------------------------------------- | --- | --------------------------------- |
| Roberto 7' · Afonsinho 30' · Niginho 57' |     | T. Fernández 55' · Villanueva 58' |

| Argentina        | 2–1 | Chile    |
| ---------------- | --- | -------- |
| Varallo 30', 43' |     | Toro 73' |

| Paraguay                                                           | 4–2 | Uruguay         |
| ------------------------------------------------------------------ | --- | --------------- |
| A. Ortega 9' · A. González 35' · Erico 38' (ph.đ.) · A. Ortega 79' |     | Varela 16', 28' |

| Brasil                                                                | 6–4 | Chile                                      |
| --------------------------------------------------------------------- | --- | ------------------------------------------ |
| Patesko 2', 26' · Carvalho Leite 6' · Luizinho 35', 40' · Roberto 68' |     | Avendaño 19' · Toro 25', 73' · Riveros 40' |

| Uruguay                                   | 4–2 | Perú                              |
| ----------------------------------------- | --- | --------------------------------- |
| Camaití 16' · Varela 31', 56' · Píriz 79' |     | T. Fernández 29' · Magallanes 40' |

| Argentina                                           | 6–1 | Paraguay        |
| --------------------------------------------------- | --- | --------------- |
| Scopelli 5', 54' · García 8' · Zozaya 33', 75', 82' |     | A. González 86' |

| Uruguay | 0-3 | Chile                               |
| ------- | --- | ----------------------------------- |
|         |     | Toro 17' · Arancibia 59' · Toro 83' |

| Brasil                                                    | 5–0 | Paraguay |
| --------------------------------------------------------- | --- | -------- |
| Patesko 31', 67' · Luizinho 42', 51' · Carvalho Leite 59' |     |          |

| Argentina  | 1–0 | Perú |
| ---------- | --- | ---- |
| Zozaya 55' |     |      |

| Paraguay                                   | 3–2 | Chile        |
| ------------------------------------------ | --- | ------------ |
| Amarilla 5' · Flor 47' · Núñez Velloso 78' |     | Toro 8', 32' |

| Brasil                                       | 3–2 | Uruguay                    |
| -------------------------------------------- | --- | -------------------------- |
| Carvalho Leite 36' · Bahia 72' · Niginho 77' |     | Villadóniga 1' · Píriz 66' |

| Perú               | 2–2 | Chile                    |
| ------------------ | --- | ------------------------ |
| J. Alcalde 1', 26' |     | Torres 16' · Carmona 70' |

| Argentina                | 2–3 | Uruguay                               |
| ------------------------ | --- | ------------------------------------- |
| Varallo 63' · Zozaya 68' |     | Ithurbide 5' · Píriz 51' · Varela 58' |

| Paraguay | 0–1 | Perú        |
| -------- | --- | ----------- |
|          |     | Lavalle 43' |

| Argentina  | 1–0 | Brasil |
| ---------- | --- | ------ |
| García 48' |     |        |

### Playoff
| Argentina             | 2–0 (h.p.) | Brasil |
| --------------------- | ---------- | ------ |
| De la Mata 102', 112' |            |        |

## Danh sách cầu thủ ghi bàn
7 bàn
- Raúl Toro

5 bàn
| - Alberto Zozaya | - Severino Varela |  |

4 bàn
| - Luizinho | - Patesko |  |

3 bàn
| - Francisco Varallo | - Carvalho Leite | - Juan Píriz |

2 bàn
| - Vicente de la Mata - Enrique García - Alejandro Scopelli | - Niginho - Roberto - Aurelio González | - Amadeo Ortega - Teodoro Fernández - Jorge Alcalde |

1 bàn
| - Afonsinho - Bahia - Manuel Arancibia - José Avendaño - Arturo Carmona - Guillermo Riveros | - Guillermo Torres - Juan Amarilla - Adolfo Erico - Martín Flor - Raúl Núñez Velloso - Alejandro Villanueva | - Adolfo Magallanes - Jose Maria Lavalle - Adelaido Camaiti - Eduardo Ithurbide - Segundo Villadóniga |